# 福島保
福島 保（ふくしま たもつ、1953年2月23日 - ）は、日本の経営者。ベネッセコーポレーション社長を務めた。

## 経歴
岡山県出身。1971年に林野高等学校を卒業し、同年に福武書店(のちのベネッセコーポレーション)に入社。入社と同時に岡山大学にも通っていたが、2年で中退。2000年に取締役に就任し、2003年に専務を経て、2007年4月に社長に就任し、2013年4月までに務めた。2009年10月にはベネッセホールディングス社長にも就任し、2014年3月には副会長に就任。